# 보충육군

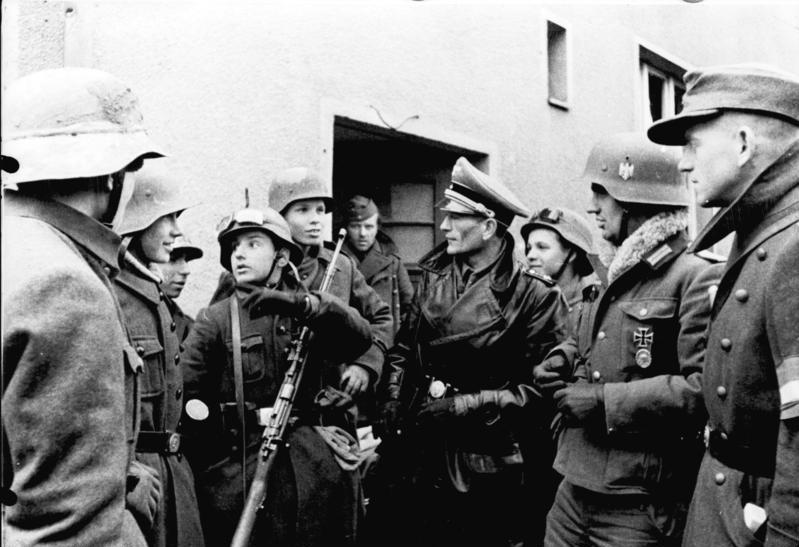

보충육군(독일어: Ersatzheer 에르자츠헤어[*])은 제1차 세계대전 당시 독일 제국 육군 및 제2차 세계대전 당시 독일 국방군 육군에 존재하였던 군 조직이다. 즉, 당시 독일 육군은 전선에서 직접 전투를 담당하는 야전군과 후방의 보충육군으로 구분되어 있었다. 보충육군은 용어가 비슷한 예비군(Reservearmee)과 구별된다.
보충육군은 독일 국내 영토 전역을 20여 개의 군관구로 나누고 각 군관구의 보충군이 신병의 징병과 훈련, 전선 부대로의 병력 보충, 부상당한 병사의 훈련 및 재편성, 일부 신무기 시험 등을 담당했다. 이러한 임무를 위해 후방에 수많은 지휘, 행정, 훈련 부대가 편성되었으며, 1944년에는 250만 명에 달할 정도로 조직이 확장되었다.
1944년 7월 20일 음모 때 쿠데타 주도 세력이 동원하려 한 병력이 이 보충군이다.

## 지휘부
사령관
- 보병대장 요아힘 폰 슈튈프나겔: 1939년 8월 26일-1939년 8월 31일
- 상급대장 프리드리히 프롬: 1939년 9월 1일-1944년 7월 20일
- SS국가지도자 하인리히 히믈러: 1944년 7월 20일-1945년 5월 8일

참모장
- SS상급집단지도자 한스 위트너